# Велика Зима
Велика Зима або Фімбулвінтер — в скандинавській міфології епоха, що передує безпосередньо кінцю світа, Раґнарьоку. Вона складається з трьох послідовних зим без літа поміж ними. Протягом цього часу буде безліч воєн та брат підніметься на брата.
Оригінальне слово староскандинавською мовою Fimbulvetr, де fimbul означає «великий», а vetr означає «зима»
Декілька популярних теорій прив'язують цю частину міфології до кліматичних змін, що сталися в Скандинавії наприкінці залізної доби. До цих змін клімат тут був суттєво теплішим.